# Kenichi Hashimoto
Kenichi Hashimoto (橋本 研一 Hashimoto Kenichi?), född 16 april 1975 i Kanagawa prefektur, är en japansk före detta fotbollsspelare.
Hashimoto började sin karriär 1994 i Kashima Antlers. Med Kashima Antlers vann han japanska ligan 1996. 1997 flyttade han till Yokohama Marinos. Han avslutade karriären 1997.